# Bahnstrecke Zollino–Gagliano Leuca
| Gagliano Leuca, südlichster Bahnhof Apuliens und zwei Triebwagen der Baureihe Ad |                      |                      |                      |
| |                      |                      |                      |
| Streckenlänge: | 46,5 km              |                      |                      |
| Spurweite: | 1435 mm (Normalspur) |                      |                      |
| |                      |                      |                      |
| \| \| \| von Lecce \| \| \| \| 0 \| Zollino \| Zollino \| \| \| \| nach Nardò Centrale \| \| \| \| 4,7 \| Corigliano d’Otranto \| Corigliano d’Otranto \| \| \| 6,7 \| Melpignano \| Melpignano \| \| \| 9,8 \| Maglie \| Maglie \| \| \| \| nach Otranto \| \| \| \| 14,0 \| Muro Leccese \| Muro Leccese \| \| \| 16,1 \| Sanarica \| Sanarica \| \| \| 20,1 \| Poggiardo \| Poggiardo \| \| \| 24,5 \| Spongano \| Spongano \| \| \| 29,1 \| Andrano-Castiglione \| Andrano-Castiglione \| \| \| 35,9 \| Tricase \| Tricase \| \| \| 39,6 \| Tiggiano \| Tiggiano \| \| \| 41,3 \| Alessano Corsano \| Alessano Corsano \| \| \| 46,5 \| Gagliano Leuca \| Gagliano Leuca \| \| \| \| nach Nardò Centrale \| \| |                      |                      |                      |
| Strecke |                      | von Lecce            | von Lecce            |
| Bahnhof | 0                    | Zollino              | Zollino              |
| Abzweig geradeaus und nach rechts |                      | nach Nardò Centrale  | nach Nardò Centrale  |
| Bahnhof | 4,7                  | Corigliano d’Otranto | Corigliano d’Otranto |
| Haltepunkt / Haltestelle | 6,7                  | Melpignano           | Melpignano           |
| Bahnhof | 9,8                  | Maglie               | Maglie               |
| Abzweig geradeaus und nach links |                      | nach Otranto         | nach Otranto         |
| Bahnhof | 14,0                 | Muro Leccese         | Muro Leccese         |
| Bahnhof | 16,1                 | Sanarica             | Sanarica             |
| Bahnhof | 20,1                 | Poggiardo            | Poggiardo            |
| Bahnhof | 24,5                 | Spongano             | Spongano             |
| Bahnhof | 29,1                 | Andrano-Castiglione  | Andrano-Castiglione  |
| Bahnhof | 35,9                 | Tricase              | Tricase              |
| Haltepunkt / Haltestelle | 39,6                 | Tiggiano             | Tiggiano             |
| Bahnhof | 41,3                 | Alessano Corsano     | Alessano Corsano     |
| Bahnhof | 46,5                 | Gagliano Leuca       | Gagliano Leuca       |
| Strecke |                      | nach Nardò Centrale  | nach Nardò Centrale  |

Die Bahnstrecke Zollino–Gagliano Leuca gehört zum Netz der Ferrovie del Sud Est (FSE), die seit 4. August 2016 den Ferrovie dello Stato Italiane (FS) gehören.

## Geschichte
Die heutige Strecke Zollino–Gagliano Leuca setzt sich historisch aus zwei Abschnitten mit unterschiedlicher Entstehungsgeschichte zusammen:
- Zollino–Maglie und
- Maglie–Gagliano Leuca

### Zollino–Maglie
Am 2. Mai 1865 nahm die Società Italiana per le Strade Ferrate Meridionali den Betrieb auf der Adriabahn bis Brindisi, am 15. Januar 1866 bis Lecce und am 1. Februar 1868 bis Maglie auf, um ab dem 22. September 1872 ihren Endpunkt Otranto zu erreichen. Als die großen Bahngesellschaften in Italien 1905 verstaatlicht und in den Ferrovie dello Stato zusammengefasst wurden, umfasste das die Strecke Bologna–Otranto und damit den Abschnitt Zollino–Maglie der heutigen Strecke Zollino–Gagliano Leuca.

### Maglie–Gagliano Leuca
Die Ferrovie Salentine eröffneten 1911 zwei Bahnstrecken, die den Süden der apulischen Halbinsel erschlossen. Am 16. Oktober 1911 ging als eine der Strecken die Strecke Maglie–Gagliano Leuca in Betrieb.

### FSE
1931 wurden als Zusammenschluss einiger kleiner regionaler Bahngesellschaften in Apulien, darunter der Ferrovie Salentine, die Ferrovie del Sud Est gegründet. Um deren Betrieb zu konsolidieren, trat die Staatsbahn diesem Zusammenschluss 1933 ihr südlich von Lecce liegendes Netz ab. Dazu gehörte der südliche Abschnitt der Bahnstrecke Bologna–Otranto und damit der Streckenabschnitt Zollino–Maglie. In der Folge wurde die ursprüngliche Kilometrierung durch die heutige ersetzt, wodurch die die Strecke Zollino–Gagliano Leuca gebildet wurde.

## Streckenbeschreibung
Die Strecke ist eingleisig, nicht elektrifiziert und 46,5 km lang. Der Endbahnhof der Strecke, Gagliano Leuca, ist ein Durchgangsbahnhof, da dort die Strecke nach Nardò Centrale anschließt.
Der Doppelname des Endbahnhofs Gagliano Leuca, in dem die beiden von den Ferrovie Salentine gebauten Strecken aufeinander treffen (die andere führt nach Maglie), bezieht sich zum einen auf Gagliano del Capo, der Ort, in dem der Bahnhof liegt, zum anderen auf das benachbarte Santa Maria di Leuca mit einem bekannten Marienheiligtum. Das Empfangsgebäude des Bahnhofs Gagliano Leuca dient unter der Bezeichnung Lastation zugleich als „Kunstbahnhof“ mit einer Ausstellungsfläche für Künstler, die zudem für andere künstlerische Aktivitäten genutzt werden kann.

## Betrieb
Auf der Strecke verkehrt die Linie 6 der FSE, sowohl mit alten Triebwagen der Baureihe Ad 31-45, die der Baureihe ALn 668.1900 und 668.1000 der FS entsprechen, als auch mit den neuesten Fahrzeugen, den Triebwagen der Baureihe ATR 220.